# NGC 5132
NGC 5132 est une vaste galaxie lenticulaire située dans la constellation de la Vierge. Sa vitesse par rapport au fond diffus cosmologique est de 7 608 ± 34 km/s, ce qui correspond à une distance de Hubble de 112,2 ± 7,9 Mpc (∼366 millions d'al). NGC 5132 a été découverte par l'astronome prussien Heinrich Louis d'Arrest en 1866.
NGC 5132 présente une large raie HI.

## Groupe de NGC 5129
NGC 5132 est un membre d'un trio, le groupe de NGC 5129. L'autre galaxie du trio est UGC 8452 désigné comme 1324+1521, une abréviation employés par Mahtessian pour CGCG 1324.7+1521.